# Oreina bidentata
Oreina bidentata là một loài bọ cánh cứng trong họ Chrysomelidae. Loài này được Bontems miêu tả khoa học năm 1981.